# Dzierżążno (powiat tczewski)
Dzierżążno – wieś kociewska w Polsce położona w województwie pomorskim, w powiecie tczewskim, w gminie Morzeszczyn przy drodze wojewódzkiej nr 234.

## Historia
We wsi utworzono pierwszą historycznie parafię na Kociewiu (prawdopodobnie w roku 1001 lub 1096). Pierwsza natomiast wzmianka pisana pochodzi z 1241. W średniowieczu miejscowość zapisywana była jako: Zirinsna, Zerinssna, Zyrinsna, a od XV wieku: Dzierzązno, Dzierondzno, Dzierzążno. Wywodziło się to od słowa "dzerżęga", czyli "rzęsa wodna" (roślina ta porastała liczne w okolicy oczka wodne i stawy). Parafia od 1309 znalazła się na terenie państwa krzyżackiego. Po wojnie trzynastoletniej, w 1466, wieś powróciła do Polski, ale kościół uległ zniszczeniu i został odbudowany około 1570.  
W 1772 miejscowość trafiła pod zabór pruski (Królestwo Prus), by w styczniu 1920 ponownie wrócić do Polski. 27 stycznia 1920 we wsi zatrzymały się na nocleg grupy żołnierzy 1. Pułku Ułanów Krechowieckich, obejmujące te tereny w imieniu Rzeczypospolitej. Lokalny proboszcz, Franciszek Filarski, działał społecznie na rzecz lokalnej społeczności. W 1922 odnowił kościół. 
Podczas okupacji niemieckiej polscy mieszkańcy wsi, w tym proboszcz Edmund Zapałowski, byli represjonowani. Niemcy zniszczyli kapliczkę św. Jakuba przy drodze do Gniewu. 
W latach 1975–1998 miejscowość należała administracyjnie do województwa gdańskiego. Po 1945 we wsi powstało kilka bloków mieszkaniowych, mieszczących lokale dla pracowników tutejszego PGR-u. 

## Urodzeni w Dzierżążnie
- Arkadiusz Liss – polski duchowny katolicki, kanonik, prałat, doktor teologii, prezbiter rzymskokatolicki diecezji pelplińskiej, delegat biskupi, proboszcz parafii Ścięcia św. Jana Chrzciciela w Chojnicach[6].
- Piotr Dunajski – polski polityk, ksiądz katolicki, członek Towarzystwa Naukowego w Toruniu i Kwidzynie oraz Kaszubskiego Towarzystwa Ludoznawczego poseł na Sejm Ustawodawczy[7].

## Zabytki
Według rejestru zabytków NID na listę zabytków wpisane są:
- kościół parafialny pw. św. Jakuba Apostoła Starszego, murowano-drewniany, 1580, 1768, nr rej.: A-1166 z 25.05.1987[9]
- kostnica, XIX, nr rej.: j.w.
- cmentarz przy kościele, nr rej.: j.w.

## Inne miejscowości o nazwieDzierżążno
- Dzierżążno Małe
- Dzierżążno Wielkie